# 芒傑 (明尼蘇達州)
芒傑（英語：Munger）是位於美國明尼蘇達州聖路易斯縣索爾韋鎮區的一個非建制地區。

## 歷史
芒傑的郵局於1903年成立，其後於1931年停運。此地得名自礦業商人羅傑·S·芒傑（Roger S. Munger）。

## 地理
芒傑所處的海拔為高於海平面416米（即1365英呎），而該地所採用的時區為UTC-6，即北美中部時區（CST）。同時該地設有夏令時間，為UTC-6調快一小時，即UTC-5（CDT）。